# Сисебут
Сисебут, Сисебур или Сисебод је био визиготски краљ у Хиспанији између 612. и 621. године.
Успешно је ратовао против остатака византијске власти на тлу Иберијског полуострва, ојачао је визиготску контролу над Баскима и Кантабрима, развио пријатељске односе са Ломбардима у Италији и ојачао флоту коју је створио његов претходник, Леовигилд.
Године 616. наредио је да се сви Јевреји покрсте, и да се избичују они који то одбију. Тесно је сарађивао са Исидором Севиљским, а често се спомиње и као аутор песме о астрономији на латинском, (лат. Carmen de Luna или Praefatio de Libro Rotarum) посвећеној како се сматра, Исидору Севиљском.